# MSC Crociere

Bandiera di MSC Crociere.

MSC Crociere è una compagnia di navigazione Italo-Svizzera, dedita al mercato delle crociere, con sede a Ginevra e sedi operative in Italia  a Genova, Napoli e Venezia. La compagnia, a capitale interamente svizzero, impiega circa 15 500 dipendenti in tutto il mondo e ha uffici in 45 Paesi. L'ammiraglia della flotta è la MSC World America, entrata in servizio ad aprile 2025.

## Storia
Dopo la scomparsa della Flotta Lauro, il ministro dell'industria dell'epoca, Adolfo Battaglia, diede il via libera alla cessione di ciò che restava della flotta al duo Eugenio Buontempo e Salvatore Pianura che, con un'offerta pubblica di 10 miliardi e 100 milioni di lire, all'asta di fallimento del 19 gennaio 1987, acquisirono il gruppo armatoriale napoletano. La nuova società Starlauro acquistò la proprietà di una petroliera (Volere), cinque navi da trasporto (Cervo, Tigre, Gazzella, Palizzi, Gioacchino Lauro) e una nave da crociera, la Achille Lauro. La compagnia Mediterranean Shipping Company S.A. di Gianluigi Aponte, che si occupava solamente di cargo, ha rilevato le azioni di Pianura nel dicembre 1990 e quelle di Buontempo nel giugno del 1991, rimanendo perciò azionista unica della Starlauro e trasformandola in una nuova divisione MSC, la Starlauro Crociere.
Il 2 dicembre 1994, a causa di un incendio durante la navigazione, l'Achille Lauro naufraga al largo della Somalia. Nel 1995, in seguito all'accaduto, si opta per un rinnovamento totale della compagnia, trasformandola nell'attuale MSC Crociere. MSC inizia l'attività crocieristica con Symphony, Monterey e Rhapsody. Nel 1997 si aggiunge un'altra nave: Melody, la nave più grande e moderna della flotta fino al 2003. Nel 2000 esce di scena la vecchia Symphony.
Fino al 2002, MSC Crociere poteva contare solo su tre navi, relativamente piccole e in stato di inferiorità rispetto alla concorrenza di quegli anni: Costa Crociere, Carnival Cruise Lines e Royal Caribbean International. Per lanciare MSC nel mondo crocieristico, nel 2003 viene nominato amministratore delegato Pierfrancesco Vago.
Nello stesso tempo un'altra compagnia stava entrando nel mercato delle crociere molto velocemente: la italo-greca Festival Crociere. Essa aveva stipulato un contratto con Chantiers de l'Atlantique, di Saint-Nazaire (Francia), per la costruzione di una classe di quattro navi. Ma, dopo aver inaugurato la prima nel 2001, European Vision, e la seconda nel 2002, European Stars, Festival, a causa di problemi finanziari, non è più in grado di varare le ultime due. Così entra in scena MSC che, d'accordo con i cantieri francesi, acquista le restanti e le conclude.
Pertanto MSC Crociere inaugura, con Sophia Loren come madrina, le prime due nuove navi: nel 2003 MSC Lirica e nel 2004 MSC Opera. Contemporaneamente però i problemi di Festival Crociere si aggravano a tal punto che si trova costretta a chiudere i battenti e a mettere all'asta tutte le sue navi. MSC acquista entrambe le "European" e conclude l'accordo inserendo in flotta nel 2004 MSC Armonia (ex European Vision) e nel 2005 MSC Sinfonia (ex European Stars). Viene così creata e conclusa la classe Lirica, inizialmente progettata per Festival.
La continua crescita del settore crocieristico induce l'armatore MSC a siglare un nuovo contratto con i cantieri francesi per la costruzione di una nuova classe di navi da 90.000 tonnellate, la classe Musica, composta da 4 unità: MSC Musica varata nel 2006, MSC Orchestra del 2007, MSC Poesia inaugurata nel 2008 e MSC Magnifica inizialmente pianificata per il 2009. Successivamente l'accordo viene ampliato con la realizzazione di un prototipo da 140.000 tonnellate: MSC Fantasia varata nel 2008, la prima nave con il settore Premium-Lusso (MSC Yacht Club), coprendo una nuova fascia di mercato non servita da flotte italiane. Il grande successo di quest'ultima cambia i piani della compagnia: il varo della quarta unità di classe Musica è posticipato e al suo posto viene inaugurata la gemella della MSC Fantasia: MSC Splendida (precedentemente nota come MSC Serenata). Queste ultime due compongono la classe Fantasia, ovvero le navi più grandi mai commissionate da un armatore europeo. In questi anni vengono anche dismesse due navi dell'antica flotta: Monterey nel 2006 e Rhapsody nel 2009.
Successivamente MSC fa pervenire ai cantieri di Saint-Nazaire, al tempo di proprietà di STX Europe, un nuovo progetto che prevede di portare anche le classi Musica e Fantasia a quattro unità, analogamente alla classe Lirica. Nel mese di marzo 2010 viene così varata l'ultima unità della classe Musica: MSC Magnifica. A maggio 2012 la classe Fantasia vede l'arrivo di MSC Divina (inizialmente annunciata come MSC Favolosa, poi come MSC Meraviglia), nave dedicata alla madrina di tutte le navi della flotta, Sophia Loren. Infine, a marzo 2013, viene inaugurata l'ultima unità della classe Fantasia: MSC Preziosa.
L'8 gennaio 2013 la compagnia annuncia il ritiro dell'ultima unità della flotta classica, MSC Melody, nave vecchia e piccola in confronto alle ultime varate. Prosegue, quindi, il programma di rinnovamento della flotta, avviato nel 2003 con un piano industriale di 6 miliardi di euro.
Il 2 settembre 2013 Gianni Onorato, ex direttore generale di Costa Crociere, è nominato nuovo A.D. (Amministratore Delegato) di MSC Crociere, mentre Pierfrancesco Vago ricopre il ruolo di Direttore Generale.
Dal 30 marzo al 6 aprile 2014 MSC Crociere, in collaborazione con Trenta ore per la vita, organizza la prima crociera solidale nel Mediterraneo per sostenere diversi progetti in favore dei bambini malati di tumore. A bordo salgono infatti molti artisti vicini all'iniziativa, fra cui Lorella Cuccarini.
A partire dal 2014, fino al termine del 2015, le navi appartenenti alla classe Lirica (MSC Armonia, MSC Sinfonia, MSC Lirica e MSC Opera) sono state sottoposte al programma "Renaissance" ("Rinascimento") da quasi 200 milioni di euro che ha comportato l'allungamento di ciascuna unità di 24 metri, con la conseguente aggiunta di spazi pubblici e cabine. Il 19 maggio 2014 si è svolta, presso lo stabilimento Fincantieri di Palermo, l'impostazione del primo blocco di MSC Armonia che ha dato inizio al programma Rinascimento. Le quattro navi, inizialmente lunghe 251,25 metri, con una stazza di 59.058 tonnellate e capacità di circa 1600 passeggeri ciascuna, sono state portate a 275 metri, stazza di circa 65.500 tonnellate e capaci di 2.600 viaggiatori, grazie a 193 nuove cabine passeggeri e a 59 nuove cabine per i membri dell'equipaggio.
Il 20 aprile 2015 si è celebrato, presso i cantieri di STX France a Saint-Nazaire, il taglio della prima lamiera della nuova generazione di navi di classe Meraviglia (precedentemente nota come classe Vista), tappa fondamentale per il piano d'investimenti da 5 miliardi di euro. La prima nave, MSC Meraviglia da 5.714 passeggeri, con una stazza lorda di 167.000 tonnellate, è stata consegnata nel giugno 2017. Una seconda unità, MSC Bellissima, consegnata nel marzo 2019 da 5.714 passeggeri, con una stazza lorda di 167.600 tonnellate ed una lunghezza di 315 metri.
Il 22 giugno 2015, presso lo stabilimento Fincantieri di Monfalcone, è avvenuto il taglio della prima lamiera di MSC Seaside, prima nave della classe Seaside, facente parte del nuovo piano industriale che permetterà a MSC Crociere di raddoppiare la capacità della flotta entro il 2022. La nave, con una stazza di 154.000 tonnellate, è in grado di trasportare circa 5.179 passeggeri; la consegna è avvenuta nel novembre del 2017. Il 4 luglio 2016 viene annunciata una seconda nave gemella di MSC Seaside,con consegna avvenuta a giugno 2018, chiamata MSC Seaview.
Il 16 novembre 2017, presso i cantieri di STX France a Saint-Nazaire, è avvenuta la coin ceremony di MSC Bellissima e il taglio della prima lamiera per la prima nave di classe Meraviglia-Plus, MSC Grandiosa, consegnata il 31 ottobre 2019.
Il 15 giugno 2018, MSC Crociere annuncia presso i cantieri di STX France a Saint-Nazaire il taglio della prima lamiera di MSC Virtuosa, seconda nave della classe Meraviglia-Plus, lunga 16 metri in più della gemella.
Nell'ottobre 2018, MSC ha annunciato un ordine per quattro navi di extra-lusso da 64.000 tonnellate di stazza lorda ciascuna, le quali faranno parte della nuova flotta Explora Journeys dedicata al lusso, fondata nel settembre 2021. La prima di queste navi sarà consegnata nella primavera del 2023 e tutte le unità saranno realizzate in Italia da Fincantieri.
Il 26 novembre 2018, presso lo stabilimento Fincantieri di Monfalcone è avvenuto il taglio della prima lamiera di MSC Seashore, prima di due navi di classe Seaside Evo, evoluzione della classe Seaside.

## Dati della flotta
La flotta di MSC Crociere è il risultato di un programma di investimenti per 9 miliardi di euro, iniziato nel 2003. La flotta nel 2023 è composta da 22 unità, tra le quali è presente la nuova ammiraglia MSC World America.
- La MSC World Europa è la prima nave della classe World, con una stazza lorda di 215 863 tonnellate, lunga 333 metri e larga 47. Può ospitare fino a 6743 passeggeri in 2710 cabine. La MSC World America è la seconda nave della classe, altre quattro navi sono state ordinate a STX France.
- La MSC Grandiosa (novembre 2019), è la prima nave della classe Meraviglia-Plus, con una stazza lorda di 181 541 tonnellate, lunga 331 metri e larga 43. Può ospitare fino a 6334 passeggeri distribuiti in 2440 cabine. Presenta una passeggiata interna disposta su due ponti, con negozi, ristoranti e bar, che riproduce l'ambiente di una tipica cittadina mediterranea, coperta da uno schermo LED a volta di 98,5 × 6 m, occupante una superficie di 591 m², il più grande presente su una nave da crociera. Presenta un'area di lusso denominata MSC Yacht Club.
- Le quattro navi di classe Seaside, MSC Seaside (novembre 2017), MSC Seaview (giugno 2018), MSC Seashore (agosto 2021) e MSC Seascape (novembre 2022) sono le uniche navi della flotta costruite in Italia da Fincantieri, anziché da STX France. Lunghe 323 metri (Seaside e Seaview) o 339 metri (Seashore e Seascape), hanno 23 ponti, di cui 19 passeggeri. Sono apostrofate come “le navi che seguono il sole” per i numerosi spazi aperti, soprattutto per la promenade esterna con piscina al ponte 7. Presenta un'area di lusso denominata MSC Yacht Club con piscine e ponti riservati.
- Seguono le navi della classe Fantasia – MSC Fantasia[15] (2008), MSC Splendida[16] (2009), MSC Divina[17] (2012) e MSC Preziosa[18] (2013) –, che hanno una stazza di circa 140 000 tonnellate ciascuna, una lunghezza di 333 metri e una larghezza di 38. Le quattro imbarcazioni ospitano da 4 345 a 4 363 passeggeri ciascuna. Su queste navi è presente un'area di lusso denominata MSC Yacht Club, come le flotte da crociera inglesi di livello "premium-luxury", con ponti riservati, due bar e due saloni (uno alla Concierge area e il Top Sail Lounge) e un ristorante esclusivo. Lo MSC Yacht Club è fornito di un'area piscine attrezzata con due vasche idromassaggio, una piscina e un bar al ponte 18. Vi sono anche due ascensori riservati. Le suite sono tutte esterne e situate sui ponti alti a prua, possono ospitare 150/160 passeggeri; al ponte 12 (tre Executiv & Family suite con grandi vetrate), al ponte 15 (34/32 Deluxe suite con balcone) e al ponte 16 (32 Deluxe suite con balcone e due Royal suite con balcone).
- Le quattro unità della classe Musica – MSC Musica[19] (2006), MSC Orchestra[20] (2007), MSC Poesia[21] (2008) e MSC Magnifica[22] (2010) – hanno una stazza lorda di 90 000 tonnellate circa, una lunghezza di 293 metri, una larghezza di 32 e possono ospitare fino a 3 000 passeggeri l'una.
- Le quattro navi della classe Lirica – MSC Lirica[23] (2003), MSC Armonia[24] (2004), MSC Opera[25] (2004) e MSC Sinfonia[26] (2005) –, con una stazza di circa 65 000 tonnellate, una lunghezza di 274,9 metri e una larghezza di 28, possono ospitare fino a 2 600 passeggeri l'una.

## Flotta
| Nave                   | Immagine      | Bandiera      | Stazza (t.s.l.) | Lunghezza (m) | Larghezza (m) | Altezza (m)   | Ponti         | Numero cabine                               | Passeggeri massimi | Membri equipaggio | Velocità massima (nodi)          | Anno                                              | Cantiere                                          |
| Classe Lirica          | Classe Lirica | Classe Lirica | Classe Lirica   | Classe Lirica | Classe Lirica | Classe Lirica | Classe Lirica | Classe Lirica                               | Classe Lirica      | Classe Lirica     | Classe Lirica                    | Classe Lirica                                     | Classe Lirica                                     |
| ---------------------- | ------------- | ------------- | --------------- | ------------- | ------------- | ------------- | ------------- | ------------------------------------------- | ------------------ | ----------------- | -------------------------------- | ------------------------------------------------- | ------------------------------------------------- |
| MSC Armonia            |               |               | 65 542          | 274,9         | 28            | 54            | 13 (9)        | 976                                         | 2.679              | 721               | 20                               | 2001 (MSC 2004) 2014 Programma Rinascimento       | Chantiers de l'Atlantique (Saint-Nazaire)         |
| MSC Sinfonia           |               | 980           | 65 542          | 274,9         | 28            | 54            | 13 (9)        | 2002 (MSC 2005) 2015 Programma Rinascimento | 2.679              | 721               | 20                               |                                                   | Chantiers de l'Atlantique (Saint-Nazaire)         |
| MSC Lirica             |               | 65 591        | 795             | 274,9         | 28            | 54            | 13 (9)        | 2.199                                       | 732                | 22                | 2003 2015 Programma Rinascimento |                                                   | Chantiers de l'Atlantique (Saint-Nazaire)         |
| MSC Opera              |               | 65 591        | 1071            | 274,9         | 28            | 54            | 13 (9)        | 2.679                                       | 728                | 21                | 2004 2015 Programma Rinascimento |                                                   | Chantiers de l'Atlantique (Saint-Nazaire)         |
| Classe Musica          |               |               |                 |               |               |               |               |                                             |                    |                   |                                  |                                                   |                                                   |
| MSC Musica             |               |               | 92 409          | 293,80        | 32,20         | 59,64         | 16 (12)       | 1275                                        | 3.223              | 1014              | 22                               | 2006                                              | Aker Yards (Saint-Nazaire)                        |
| MSC Orchestra          |               | 1054          | 92 409          | 293,80        | 32,20         | 59,64         | 16 (12)       | 1275                                        | 3.223              | 23                | 2007                             |                                                   | Aker Yards (Saint-Nazaire)                        |
| MSC Poesia             |               | 92 627        | 1039            | 293,80        | 32,20         | 59,64         | 16 (12)       | 1275                                        | 3.223              | 23                | 2008                             |                                                   | Aker Yards (Saint-Nazaire)                        |
| MSC Magnifica          |               | 95 128        | 1.259           | 293,80        | 32,20         | 59,64         | 16 (12)       | 3.223                                       | 1038               | 23                | 2010                             | STX Europe (STX France Cruise SA) (Saint-Nazaire) |                                                   |
| Classe Fantasia        |               |               |                 |               |               |               |               |                                             |                    |                   |                                  |                                                   |                                                   |
| MSC Fantasia           |               |               | 137 936         | 333,30        | 37,92         | 66,80         | 18 (14)       | 1637                                        | 4.363              | 1370              | 23                               | 2008                                              | Aker Yards (Saint-Nazaire)                        |
| MSC Splendida          |               | 2009          | 137 936         | 333,30        | 37,92         | 66,80         | 18 (14)       | 1637                                        | 4.363              | 1370              | 23                               |                                                   | Aker Yards (Saint-Nazaire)                        |
| MSC Divina             |               | 139 072       | 67,69           | 333,30        | 37,92         | 1.751         | 18 (14)       | 4.345                                       | 1388               | 24                | 2012                             | STX Europe (STX France Cruise SA) (Saint-Nazaire) |                                                   |
| MSC Preziosa           |               | 139 072       | 67,69           | 333,30        | 37,92         | 1.751         | 18 (14)       | 4.345                                       | 1388               | 24                | 2013                             | STX Europe (STX France Cruise SA) (Saint-Nazaire) |                                                   |
| Classe Meraviglia      |               |               |                 |               |               |               |               |                                             |                    |                   |                                  |                                                   |                                                   |
| MSC Meraviglia         |               |               | 171 598         | 315,83        | 43            | 65            | 19 (15)       | 2244                                        | 5.714              | 1536              | 22,7                             | 2017                                              | STX Europe (STX France Cruise SA) (Saint-Nazaire) |
| MSC Bellissima         |               | 2217          | 171 598         | 315,83        | 43            | 65            | 19 (15)       | 5.686                                       | 2019               | 1536              | 22,7                             | Chantiers de l'Atlantique (Saint-Nazaire)         |                                                   |
| Classe Seaside         |               |               |                 |               |               |               |               |                                             |                    |                   |                                  |                                                   |                                                   |
| MSC Seaside            |               |               | 153 516         | 323           | 41            | 72            | 23 (19)       | 2067                                        | 5 429              | 1 413             | 22                               | 2017                                              | Fincantieri (Monfalcone)                          |
| MSC Seaview            |               |               | 153 516         | 323           | 41            | 2018          | 23 (19)       | 2067                                        | 5 429              | 1 413             | 22                               |                                                   | Fincantieri (Monfalcone)                          |
| Classe Meraviglia Plus |               |               |                 |               |               |               |               |                                             |                    |                   |                                  |                                                   |                                                   |
| MSC Grandiosa          |               |               | 181 541         | 331           | 43            | 67            | 19 (15)       | 2.440                                       | 6.334              | 1.704             | 22,2                             | 2019                                              | Chantiers de l'Atlantique (Saint-Nazaire)         |
| MSC Virtuosa           |               | 67            | 181 541         | 331           | 43            | 2021          | 19 (15)       | 2.440                                       | 6.334              | 1.704             | 22,2                             |                                                   | Chantiers de l'Atlantique (Saint-Nazaire)         |
| MSC Euribia            |               | 184 011       | 65              | 331           | 43            | 2.419         | 19 (15)       | 6.327                                       | 1.711              | 22,3              | 2023                             |                                                   | Chantiers de l'Atlantique (Saint-Nazaire)         |
| Classe Seaside Evo     |               |               |                 |               |               |               |               |                                             |                    |                   |                                  |                                                   |                                                   |
| MSC Seashore           |               |               | 170 412         | 339           | 41            | 74,8          | 20            | 2.270                                       | 5.877              | 1.648             | 22,9                             | 2021                                              | Fincantieri (Monfalcone)                          |
| MSC Seascape           |               | 74            | 170 412         | 339           | 41            | 2022          | 20            | 2.270                                       | 5.877              | 1.648             | 22,9                             |                                                   | Fincantieri (Monfalcone)                          |
| Classe World           |               |               |                 |               |               |               |               |                                             |                    |                   |                                  |                                                   |                                                   |
| MSC World Europa       |               |               | 215 863         | 333           | 47            | 68            | 21            | 2.626                                       | 6.762              | 2.138             | 22,7                             | 2022                                              | Chantiers de l'Atlantique (Saint-Nazaire)         |
| MSC World America      |               | 216.638       | 333             | 47            | 68            | 21            | 2.626         | 6.762                                       | 2.138              | 22,7              | 2025                             |                                                   | Chantiers de l'Atlantique (Saint-Nazaire)         |

## Flotta del passato
| Nave     | Immagine | Stazza (t.s.l.) | Lunghezza (m) | Larghezza (m) | Numero cabine | Capienza passeggeri | Membri equipaggio | Velocità (nodi) | Anno di costruzione | Entrata in flotta | Cantiere di costruzione                                                      | Anno di dismissione |
| -------- | -------- | --------------- | ------------- | ------------- | ------------- | ------------------- | ----------------- | --------------- | ------------------- | ----------------- | ---------------------------------------------------------------------------- | ------------------- |
| Symphony |          | 15 889          | 176           | 22,25         | 332           | 845                 | 300               | 18              | 1951                | 1994              | Swan Hunter & Wigham Richardson (Newcastle upon Tyne)                        | 2000                |
| Monterey |          | 20 046          | 171,81        | 23,27         | 294           | 661                 | 280               | 20              | 1952                | 1994              | Bethlehem Shipbuilding Corporation (Quincy, MA)                              | 2006                |
| Rhapsody |          | 17 095          | 163           | 22,8          | 382           | 790                 | 350               | 19              | 1977                | 1995              | Burmeister & Wain (Copenaghen)                                               | 2009                |
| Melody   |          | 35 143          | 204,7         | 27,36         | 532           | 1 250               | 535               | 19              | 1982                | 1997              | Constructions navales et industrielles de la Méditerranée (La Seyne-sur-Mer) | 2013                |

## Itinerari
In Italia MSC Crociere ha come principali porti di riferimento Genova, Civitavecchia e Napoli per il Mediterraneo occidentale e Venezia, Trieste e Bari per il Mediterraneo orientale. Tra gli itinerari offerti da MSC Crociere, una gran parte occupa il Mediterraneo con scali nei porti di paesi europei come Spagna e Francia, nelle città di paesi del Vicino Oriente e dell'Africa Settentrionale, come Turchia e Marocco, nel Mediterraneo orientale e nelle isole greche. Molte proposte riguardano anche il Nord Europa con tappe tra i fiordi norvegesi e nelle capitali baltiche, con partenze da Kiel e Copenaghen. Nella stagione crocieristica invernale, grande spazio occupano il Sudafrica, i Caraibi, le Antille, l'America Settentrionale, Centrale e Meridionale. Negli ultimi anni sono state proposte crociere con scali nel Mar Rosso (temporaneamente sospesa), nell'Oceano Indiano e negli Emirati Arabi.

## Episodi di cronaca
Nella notte del 25 aprile 2009 l'equipaggio della MSC Melody è riuscito a sventare un attacco da parte di un gruppo di pirati somali a nord delle isole Seychelles.

## Ambiente e riconoscimenti
MSC Crociere è stata la prima compagnia ad aver ricevuto il “7 Golden Pearls” dal Bureau Veritas per la tutela dell'ambiente. Questo riconoscimento attesta il Cleanship 2 per l'aria, l'acqua e i sistemi di trattamento dei rifiuti, così come la certificazione ISO 14001 (per la gestione ambientale), ISO 22000 (per la sicurezza alimentare), OHSAS 18001 (per la salute e la sicurezza sul lavoro) e ISO 50001 (per il rendimento energetico).
Tra gli altri riconoscimenti ufficiali ci sono il Green Planet Award (per l'eco-compatibilità) e il premio CIAL (per il riciclo dell'alluminio). La qualità e la sicurezza alimentare, sono state riconosciute attraverso le certificazioni ISO 9001 e ISO 22000. MSC Crociere ha collaborato con la Venice Blue Flag, accordo per la riduzione delle emissioni nella Laguna di Venezia e da allora ha firmato altri accordi simili con le Autorità portuali di Civitavecchia e Genova, che limitano le emissioni di zolfo a livelli inferiori al limite legalmente richiesto. MSC Crociere ha avviato un'importante partnership a scopo umanitario con l'UNICEF, Fondo delle Nazioni Unite per l'Infanzia. Annunciata nel mese di luglio del 2009, la collaborazione Get on board for children è finalizzata alla realizzazione di un progetto per aiutare i bambini e gli adolescenti disagiati di 126 comunità urbane in Brasile, contribuendo a garantire loro un'educazione e una scolarizzazione adeguata. Nel suo primo anno di esistenza il progetto ha raccolto 2.000.000 Euro.

## Squadre sportive sponsorizzate
La MSC Crociere è stata per diversi anni lo sponsor principale della squadra di pallavolo di Meta. Questa si è imposta, negli ultimi anni, sul palcoscenico italiano, in particolare con la finale nazionale di Reggio Emilia nel 2007 nella categoria Under 16. Diventata poi MSC Volley Sorrento, ha raggiunto in pochi anni la serie B1.
MSC Crociere è stato nel 2007 sponsor principale del Sorrento; nel 2008 è stato sponsor del Milan; nel 2010 è stata anche sponsor della Juventus; dal 2011 è sponsor del Napoli, e il marchio MSC affianca, sulle maglie azzurre, quello dell'Acqua Lete dal campionato del 2011 a quello del 2014 e dal 2019 al 2023. Dal 2023 diventa Main Global Partner, costituendo lo sponsor principale sulla maglia del Napoli, inoltre compare anche sulle maniche della divisa del Milan. Per la stagione sportiva 2013/2014 è stato sponsor ufficiale della Sampdoria e dell'Évian Thonon Gaillard Football Club. Dal 2022 è inoltre sponsor ufficiale della Formula 1.
Dalla stagione 2022/2023 è sponsor del Genoa Cricket and Football Club.